# Драйшок, Александр
Александр Драйшок (нем. Alexander Dreyschock; 15 октября 1818, Жаки близ Часлава — 1 апреля 1869, Венеция) — чешский пианист и композитор. Старший брат скрипача Раймунда Драйшока.
C 1834 г. учился в Праге у Вацлава Томашека. В 1838 г. предпринял первый гастрольный тур по Германии. В 1839 г. придворный пианист герцога Мекленбург-Шверинского. В 1840—1842 гг. жил и работал в Санкт-Петербурге, затем триумфально проехал по всей Европе, в особенности поразив в 1843 г. Париж исполнением знаменитого Революционного этюда Шопена, поскольку эта пьеса давала возможность продемонстрировать особенно виртуозную технику левой руки (утверждается, что слышавший его в Париже Иоганн Баптист Крамер сказал: «У Драйшока нет левой руки», — и пояснил в ответ на недоумение публики: «Ну да, у него обе руки правые»). Драйшоку посвятил восторженное четверостишие Ханс Кристиан Андерсен (слышавший его предположительно в Копенгагене в 1856 году). Во второй половине 1850-х гг. жил и работал преимущественно в Праге, где у него, в частности, брали уроки Вилем Блодек и Владислав Желеньский.
В 1862 г. по приглашению Антона Рубинштейна Драйшок вновь приехал в Петербург и стал профессором Санкт-Петербургской консерватории, в 1865 г. присоединив к этой должности пост придворного пианиста. Среди учеников Драйшока, в частности, был Аркадий Абаза. Однако северный климат катастрофически сказался на его здоровье, он заболел туберкулёзом и в 1868 г. уехал на лечение в Италию, где вскоре умер.
Композиторское наследие Драйшока включает широкий круг произведений для фортепиано соло и с оркестром. При жизни композитора они пользовались большим успехом, затем были забыты. Интерес к творчеству Драйшока возродился в XXI веке: его сочинения представлены на двух дисках серии «Романтический фортепианный концерт» лейбла Hyperion Records (играют Пирс Лэйн и Ховард Шелли), альбом его сольных пьес записал Михаэль Крюкер.